# الشرق الأوسط ومبادرة الحزام والطريق

مبادرة الحزام والطريق

يعد منطقة الشرق الأوسط من أهم المناطق في مشروع مبادرة الحزام والطريق. منذ إنشائها في عام 2013م، حظيت مبادرة الطريق والحزام باهتمام بالغ من قبل دول العالم. ولما كان الشرق الأوسط غني بالطاقة، فتكمن مصلحة بيكين الرئسة في الشرق الأوسط في استمرار الحصول على موارد الطاقة، فالنمو الثابت والملفت الذي شهدته الصين منذ أواخر السبعينات القرن الماضي أدى إلى تزايد حاجاتها إلى الطاقة، كما زادت أهمية النفط بالنسبة للصين منذ عام 1995م بكثرة. كما أن الشرق الأوسط من أهم مناطق العالم بالنسبة للغاز المسال، وهو ذو أهمية بالنسبة للصين. حيث اتجهت الصين إلى استيراد الغاز من الشرق الأوسط.

## السياسات الخارجية الصينية في الشرق الأوسط

### تحديات الدور الصيني في الشرق الأوسط
في ورقة أعدها مركز المستقبل للأبحاث والدراسات المتقدمة، ذكر فيها أن تحديات الدور الصيني في الشرق الأوسط متعددة، منها:
1. التوازن بين المحاور الإقليمية: تسعى الصين للحفاظ على علاقاتها مع مختلف الأطراف ضمن المحاور الإقليمية ذات المصالح المتعارضة. إذ أن العلاقات الوثيقة بين الصين وكل من إيران وتركيا وإسرائيل اؤثر على آفاق تطور العلاقات الصينية العربية في ظل تباين المصالح بين هذه الأطراف، وتهديد سياسات بعض القوى الإقليمية للأمن والاستقرار في الشرق الأوسط.
2. الشراكة الإقليمية المتكافئة: على الرغم من إعلان الصين سعيها للشراكة مع الدول العربية من خلال مبادرة الحزام والطريق، فإن هناك آراء في المنطقة تتخوف من أن عوائد المشاريع في الأساس قد تحقق فرص التنمية المتكافئة للجانبين.
3. التمدد المتزايد لخريطة طريق الحرير: هناك اتجاه يرى أن مشروع طريق الحرير يغلب عليه كبير من الأبعاد الرمزية التاريخية بالنظر إلى تساع نطاقه الحغرافي والاقتصادي ليشمل قارات العالم القديم، ومجالات البنية التحتية، والنقل، والمواصلات، والملاحة البحرية، والتصنيع، والتجارة، وهو ما يجعل هذا المشروع أقرب إلى رؤية رمزية لمستقبل العلاقات منه إلى مبادارة قابلة للتطبيق ذات سياسات وآليات واضحة.

### المصالح الصينية في الشرق الأوسط
المصالح الصينية في الشرق الأوسط كثيرة، ويأتي في مقدمتها توليد فرص استثمار جديدة، وتحصيل عقود مشاريع بينة تحتية للشركات الصينية، بالإضافة إلى كسب حصة في السوق لمنتجاتها. فالشرق الأوسط بالنسبة للصين يعتبر ساحة لتحقيق كثير من الرؤى الإستراتيجية واختبار الأطر التكتيكية. ذلك أنه في حده الأدنى منطقة نفود بعيدة عن الجوار الآسيوي الباسفيكي تمكّن من المناورة والمساومة وليس التصادم والمنافسة المباشرة مع الولايات المتحدة الأمريكية، بل قد يوحي بشكل من التعاون المرحلي كمدخل لإطار إستراتيجي.
تستورد الصين أكثر من نصف احتياجاتها من النفط من دول الخليج العربي، وتستورد ثلثل ما تحتاتجه من الغاز الطبيعي من دولة قطر تحديداً، ولكا دول شرق أوسطية؛ ولذلك أسست شركات الطاقة الصينية الرئيسية موانئ أقدام لها للإمداد في الشرق الأوسط، حيث تمتد شركات الطاقة الصينية الشرق أوسطية إلى مشروعات البتروكيماويات والغاز الطبيعي ومشاريع التكرير في الصين نفسها. وتعمل الصين بجهد كبير لتعزيز نفوذها السياسي من باب تقوية الشراكات الاقتصادية، والمساهمة في تطوير البنيات التحتية للدول العربية، لذلك شهد هذا العقد ازدياداً في حجم التجارة بين الصين ودول منطق الشرق الأوسط، حيث ارتفع لنحو %600، وبلغت الاستثمارات الصينية في الشرق الأوسط أكثر من 160 مليار دولاؤ عام 2016م. ويمكن القول بأن مبادرة الحزام والطريق هي بمثابة رؤية إستراتيجية لدور الصين في النظام العالمي، ويؤكد المشروع على تطوير دبلوماسية جديدة للصين ذات طابع اقتصادي عالمي يتناسب مع مكانتها بوصفها قوة كبرى، وتقديم الصين لنفسها كبديل في مجال التنمية الاقتصادية في مقابل تركيز الولايات المتحدة والدول الأوروبية على الأمن، ومراعاة المصالح المشتركة لدول العالم.

### السياسات الاقتصادية الخارجية الصينية في الشرق الأوسط
تركز السياسات الخارجية الصينية على استمرار أولوية الاقتصاد تجاه منطقة الشرق الأوسط؛ حيث تحرص على الاستفادة ممن عوائد التعاون الاقتصادي في مجالات البنية التحتية، والتصنع، ونقل التكنولوجيا الإنتاجية، والطاقة، والطاقة النووية، والزراعة، والتكنولوجيا الدقيقة، والتعاون المالي. وتبدو العالقات الصينية - الشرق أوسطية متسمة بكثير من التعقيد والتداخل؛ ذالك لأن اشرق الأوسط كمنطقة تعج بالمخاطر السياسية تستوجب منها الاقتراب نحوه بحرص، مع وجوب الحذر الإستراتيجي الذي يعد علامة مميزة لمقاربة الصين في الشرق الأوسط. وقد سعت الصين لإبراز نشاطها في الشرق الأوسط واتخذت خطوات للتوسط في نزاعات الشرق الأوسط بعد أينقنت أن هذه الصراعات تؤثر على مصالحها، وخاصة أن صنّاع السياسة الصينيين يتخوفون من انتشار التطرف والإرهاب في الشرق الأوسط.
ولما كانت السياسة الصينية تتسم بالمرونة والبراغماتية، فإنها اتجهت أكثر نحو الجبهة الدبلوماسية، فأقامت العلاقات مع مؤسسات متعددة الأطراف، مثل جامعة الدول العربية، والمنتدى الصيني - الخليجي، ولعبت دوراً أمنياً كذلك في الشرق الأوسط، فشاركت قواتها في انتشار قوات حفظ السلام في جنوب السودان، وأيضاً في دارفور، وقامت ببناء أول قاعدة بحرية لها فيما وراء البحار في جيبوتي.

## العلاقات الثنائية الصينية وبعض دول الشرق الأوسط

### قطر
تعتبر دولة قطر من أهم الدول الشرق الأوسطية التي تشكل أهمية مبادرة الحزام والطريق، وذلك لما تملكه من مصادر الطاقة، وكذلك امتلاكها بنية تحتية من مطارات وموائ وغيرها منت البنى، هذا بالإضافة غلى دورها السياسي والاقتصادي في منطقة الشرق الأوسط. ومن منطلق تنشيط الصين للمبادرة وتنزيلها في أرض الواقع، كان لا بد من تتشارك مع قطر في ذلك، ومن هنا تم عقد مذرات تفاهم، والقيام بشركات تجارية ايتثمارية في جميع المجالات.

### إيران
عندما طرح الرئيس الصيني شي جين بينغ مبادرة إحياء طريق الحرير، كان الترحيب بهذا المشروع أكبر في إيران؛ حيث إن الحكومة الإيرانية ترى في ذلك استعادة لحلم البلاد القديم بتأسيس طريق الحرير وأن تكون إيران قلبه. فالمشروع الصيني يهدف إلى استثمار مئات المليارات من الدولارات، ومد طرق مواصلات حديدة ومائية، إذافة إلى مد أنابيب الغاز والطاقة وخطوط الألياف البصرية، ومعظمها يمر عبر إيران ويصل بحر الصين في الشرق بأوروبا وإفريقيا في الغرب.

### مصر
لم تكن مصر بعيدة عن طريق الحرير، ولكنها لها أهمية كبيرة في هذا الطريق، فقناة سويس تستطيع التأثر سلباً وإيجاباً بمعطيات وإحداثيات طريق الحرير. ويمكن القول بأن العلاقات الاقتصادية الصينية المصرية متينة؛ فهناك أكثر من خمسين مصنعاً صينياً تعمل في منطقة السويس الاقتصادية بما في ذلك شركة «جوش» من أكبر المصانع للألياف الزجاجية في العالمن وتشكل المنطقة جزء رئيسياً من مشروع قناة السويس الجديد الذي تأسس عام 2015م.

### الكويت
الكويت من أوائل الدول التي وقعت مع الصين على وثيقة التعاون بشأن التشارك في بناء الحزام والطريق. وهذه الوثيقة تعني بالدفع والانخراط في الحزام الاقتصادي لطريق الحرير. وتعتبر الصين ثالث أكبر شريك تجاري للصين في الدول العربية، وبلغ حجم التجارة بين البلدين في العام 2015م نحو 11 مليارات دولار، ووصلت الصادرات النفطية الكويتية إلى الصين 14 مليون طن.

### السعودية
المملكة العربية السعودية هي آخر دول الخليج التي اعترفت بالصين وأقامت معها علاقات دبلوماسية عام 1990م. وحتى ذلك الحين لم يكن النفط يشكل أولوية وأهمية كبرى في علاقات الصين الدولية. لكن تطورت علاقات السعودية الصينية بسرعة على مدى العقود الثلاثة الماضية؛ ذلك بعد إقامة العلاقات الدبلوماسية، وكذلك إبراهم صفقة مهمة للسلاح، حيث قدمت الصين غلى السعودية بمقتضاها صواريخ دونغ فانغ Df-21، كان لها أثر إيجابي دائم على الشراكة السعودية - الصينية في مجالات عدة في الطاقة والتجارة والتبادل الثقافي. وتملك شركة أرامكو السعودية مصفاة في الصين في مدينة تشينغداو وأخرى في مقاطعة فوجيان، في حين بدأت الشركات الصينية في الاستثمار في الصناعة والنبية التحتية السعودية.

### الإمارات
الشراكة الاقتصادية بين الصين والإمارات قديمة، بدأت في العام 1980م، حيث أنشأ البلدان شراكة اقتصادية قوية، كما ان الإمارات مساهمة في البنك الآسيوي للاستثمار في النبية التحتية الذي يعتبر الذراع المالي لمبادرة الحزام والطريق، ومن أوائل الدول الموقعة على المبادرة الصينية. ويعد سوق التنين الصيني في دبي أكبر مجتمع تجاري خارج الصين، كما تشمل العلاقات الثنائية بين البلدين مجالات التكنولوجيا، والطالقة، والغاز، والسلع الاستهلاكية، والخدمات، وصناعة السيارات والمنسوجات. وقد خفضت الإمارات علاقاتها مع تايوان للحفاظ على علاقاتها مع الصين في أفضل حالة، كما أنشأت الشركات الصينية شروعات ضخمة في الإمارات، مثل نخيل دبي العالمية، والميناء، وفنادق، ومنتجات سياحية. وتهتم إدارة موانئ دبي العالمية بالعمل والاستثمار في الموانئ الصينية.